# USS Borie (DD-215)
«Борі» (англ. USS Borie (DD-215) — військовий корабель, ескадрений міноносець типу «Клемсон» військово-морських сил США за часів Другої світової війни.

## Історія створення
Есмінець «Борі» закладений 30 квітня 1919 року на корабельні William Cramp and Sons у Філадельфії, де 4 жовтня 1919 року корабель був спущений на воду. 24 березня 1920 року він увійшов до складу ВМС США.

## Історія служби
Після початку Другої світової війни в Європі «Борі» увійшов до складу Нейтрального патруля. У грудні 1939 року він став частиною новоствореного Внутрішнього патруля. Потім він проходив службу у патрулі 15-го військово-морського округу, що базувався в Панамській затоці, а потім виконував обов'язки з патрулювання та супроводу транспортних суден у Карибському морі.
26 червня 1943 року він вийшов з Карибського моря. Нетривалий час був у Нью-Йорку, де на початку липня пройшов ремонт. Потім його включили до групи протичовнових кораблів, сформованої навколо ескортного авіаносця «Кард». З цією групою «Борі» взяв участь у чотирьох патрулюваннях. 1 листопада 1943 року він виявив U-405. «Борі» скинув глибинні бомби, які змусили підводний човен спливти на поверхню. Потім «Борі» протаранив ворожий човен і в кінцевому підсумку застряг на підводному човні. Показово, що екіпаж підводного човна продовжував чинити опір, і виникла стрілянина зі стрілецької зброї між американцями та німцями. Обидві сторони зазнали втрат у битві: «Борі» втратив 27 людей загиблими, частково внаслідок вогню зі стрілецької зброї, а частково від вогню з 88-мм палубної гармати субмарини. Врешті-решт U-405 спробував втекти, втім підпав під обстріл інших кораблів ескорту. Підводний човен був сильно пошкоджений, його екіпаж намагався здатися, але незабаром після цього U-405 затонув, загинули усі 49 членів його екіпажу.
Дуже сильно постраждав і «Борі». Він був занадто понівечений, щоб можна було його безпечно відбуксирувати до порту, і 2 листопада її потопив однотипний есмінець «Баррі».